# Cancer (rodzaj)

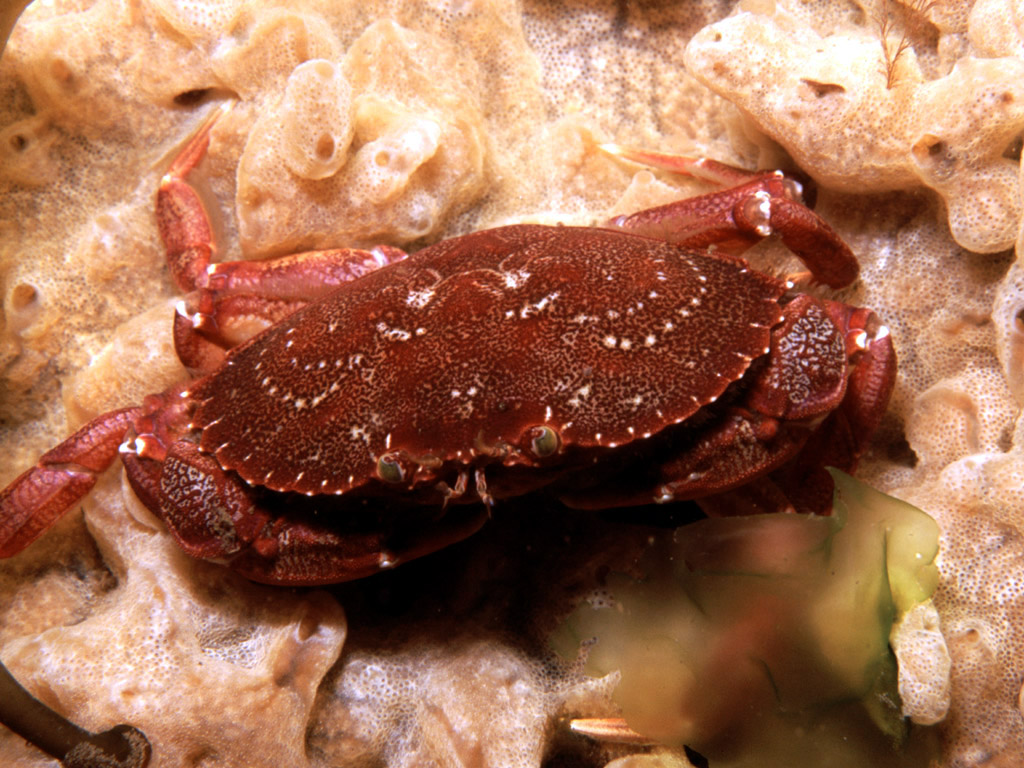
Cancer irroratus

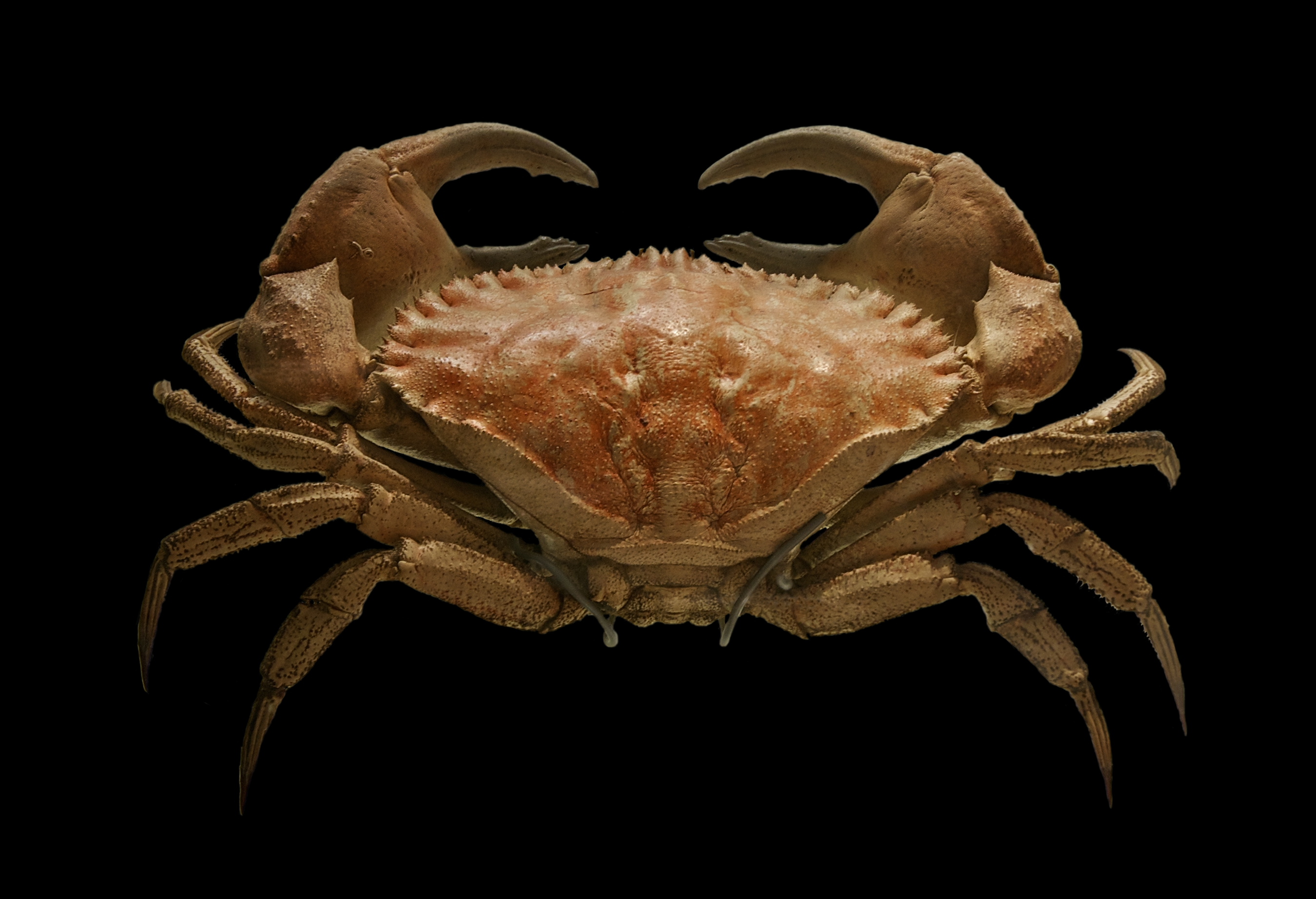
Cancer bellianus

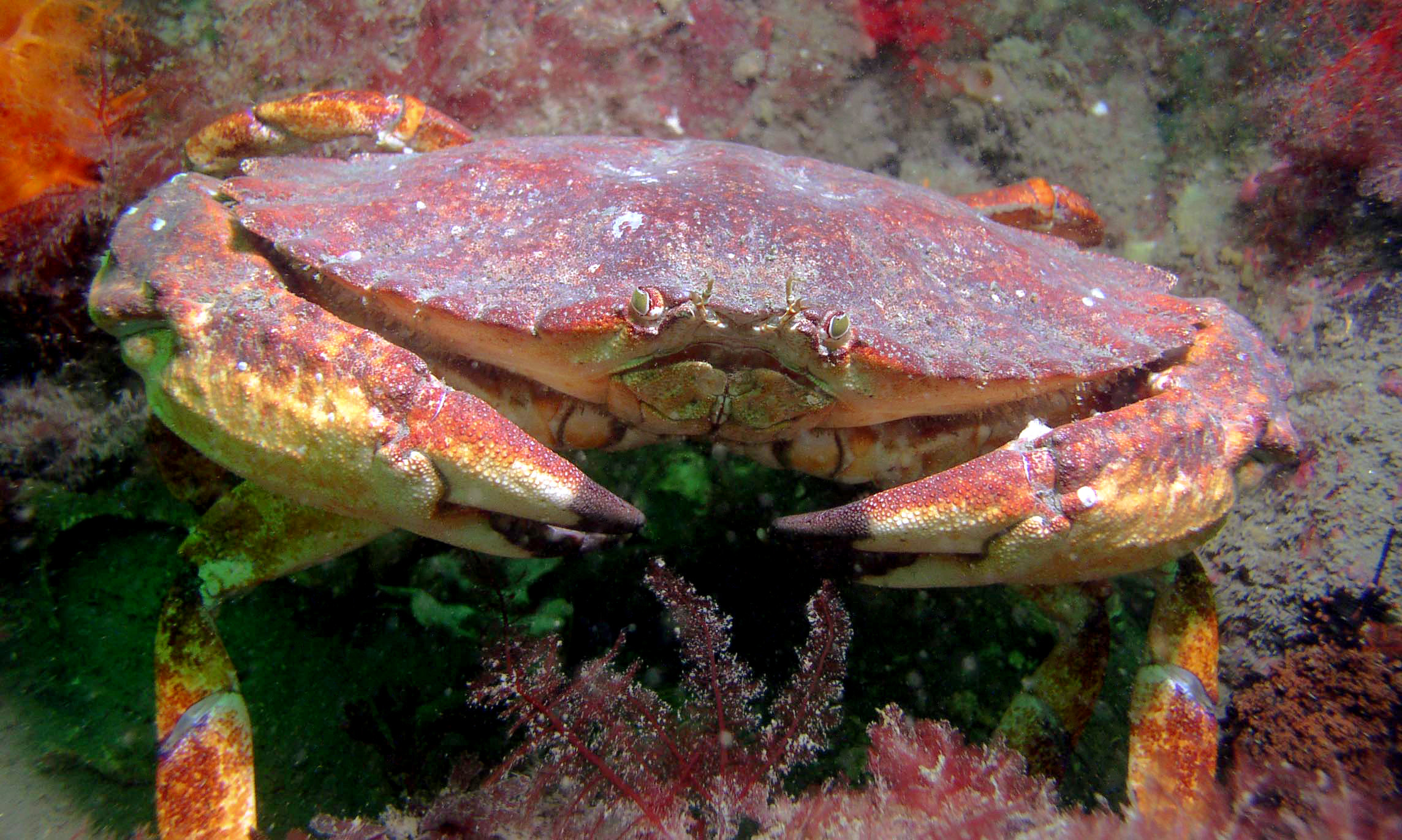
Cancer productus

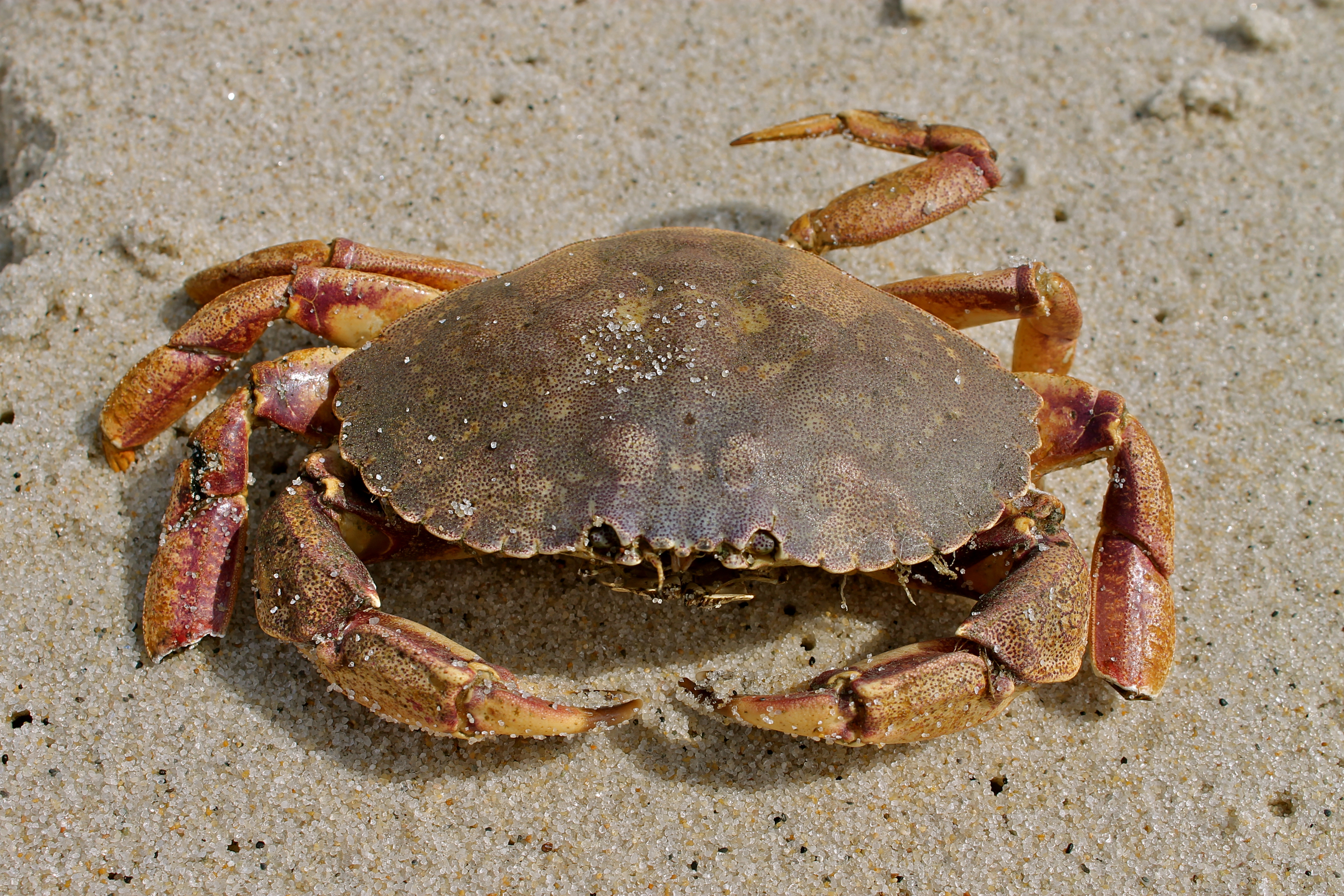
Cancer borealis

Cancer – rodzaj skorupiaków z infrarzędu krabów z rodziny Cancridae.

## Opis
Kraby te mają krótkie szczypce z krótkimi oboma palcami. Propodit szczypiec ma krawędzie górną i dolną kilowate, a na zewnętrznej powierzchni zwykle 3–4 ziarenkowane listewki. Krawędź dystalna propoditu szczypiec ustawiona jest mniej więcej pod kątem 90° w stosunku do jego krawędzi górnej. Krawędzie tnące palców wyposażone są w duże, tępe zęby.
Długość jajowatego w obrysie karapaksu tych krabów wynosi od 58 do 66% największej jego szerokości. Jego krawędź frontalna słabo wystaje przed orbitalne, a łączna długość tych krawędzi wynosi od 22 do 29% największej jego szerokości. Na krawędzi frontalnej znajduje się 5 kolców włącznie z wewnętrznymi orbitalnymi, na krawędziach przednio-bocznych po 9 dość niskich, płatowatych i oddzielonych głębokimi szczelinami kolców, a na lekko wklęsłych krawędziach tylno-bocznych zwykle po 1 kolcu. Krawędzie tylno-boczne i tylna są obrzeżone. W regionie frontalnym karapaksu biegnie ku tyłowi bruzda, biorąca początek przy środkowym kolcu frontalnym. Poszczególne regiony karapaksu są zazwyczaj słabo wyodrębnione, najlepiej widoczne w części osiowej. Regiony hepatyczny i epigastryczny karapaksu są płaskie do delikatnie wypukłych.

## Taksonomia i ewolucja
Pierwszy naukowy opis rodzaju Cancer został opublikowany przez Karola Linneusza w 10. wydaniu Systema Naturae z 1758. Linneusz zaliczył doń wszystkie opisane wówczas skorupiaki. Pierre-André Latreille zawęził w Histoire naturelle, générale et particulière des Crustacés et des Insectes z 1802 definicję rodzaju do pojedynczej grupy krabów, a w 1817 wyznaczył kraba kieszeńca (C. pagurus) jego gatunkiem typowym.
W 1975 J. Dale Nations wyróżnił podrodzaje Cancer (Glebocarcinus), Cancer (Metacarcinus) i Cancer (Romaleon), które potem wyniesiono do rangi odrębnych rodzajów. Według pracy Schrama i Nga z 2012 do rodzaju Cancer należy 8 gatunków współczesnych, a według pracy Schweitzera i Feldmanna z 2000 jeszcze 3 wymarłe:
- Cancer bellianus Johnson, 1861
- Cancer borealis Stimpson, 1859
- †Cancer fissus Rathbun, 1908
- †Cancer fujinaensis Sakumoto, Karasawa et Takayasu, 1992
- Cancer irroratus Say, 1817
- Cancer johngarthi Carvacho, 1989
- Cancer pagurus Linnaeus, 1758 – krab kieszeniec
- †Cancer parvidens Collins et Fraaye, 1991
- Cancer plebejus Poeppig, 1836
- Cancer porteri Rathbun, 1930
- Cancer productus J.W. Randall, 1840

Najstarsze skamieniałości z tego rodzaju pochodzą z miocenu, z terenu Japonii i należą do C. fujinaensis. W związku z tym przypuszcza się, że takson ten wyewoluował w północnym Pacyfiku i stamtąd rozprzestrzenił się na resztę tego oceanu oraz Atlantyk, przekraczając w pliocenie lub plejstocenie równik i Przesmyk Panamski.